# Васко-да-Гама

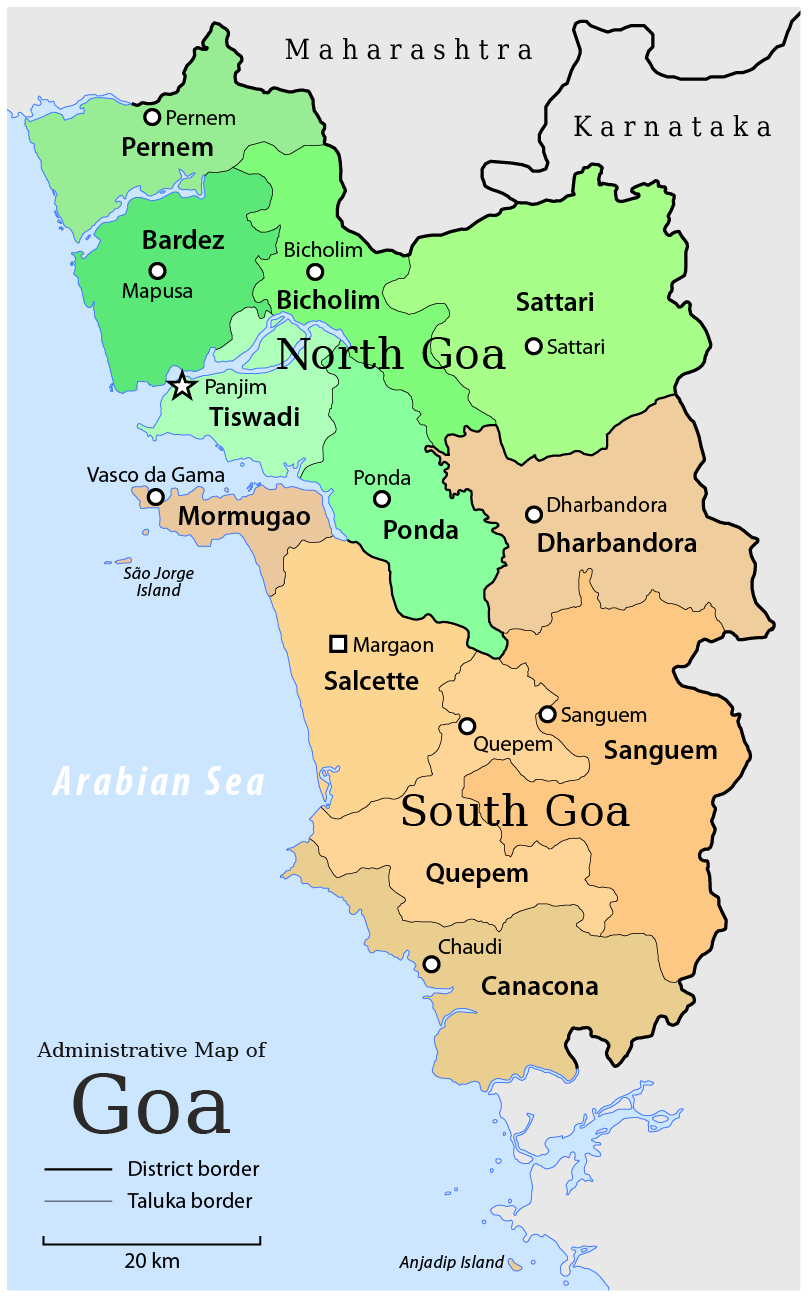
Карта Гоа

Ва́ско-да-Га́ма (конкани и маратхи वास्को, порт. и англ. Vasco da Gama; часто сокращается до Васко) — город в штате Гоа на западном побережье Индии. Назван в честь португальского исследователя Васко да Гама.

## География
Город расположен на западной оконечности полуострова, в устье реки Зуари, примерно в 30 км от Панаджи, столицы Гоа, и около 5 км от аэропорта «Даболим».

## История
Город был основан в 1543 году, и оставался португальским до 1961 года, когда Гоа был присоединен к Индии. Индийские ВМС в Гоанской военно-морской зоне (базе), которая находится на Васко, контролируют аэропорт Даболим и, по сути, весь туризм, от которого зависит состояние экономики Гоа.

## Экономика
Город хорошо соединён автомобильным, железнодорожным, морским и воздушным транспортом, по дороге к NH 17A (Национальное шоссе), по железной дороге на юго-западная железная дорога, по морю через порт Mormugao и воздушным путём аэропорт Dabolim, таким образом, выступая в качестве основного транспортного узла для иностранных туристов. Порт является стоянкой для крупных круизных лайнеров, а также плавучих сухих доков.

## Галерея

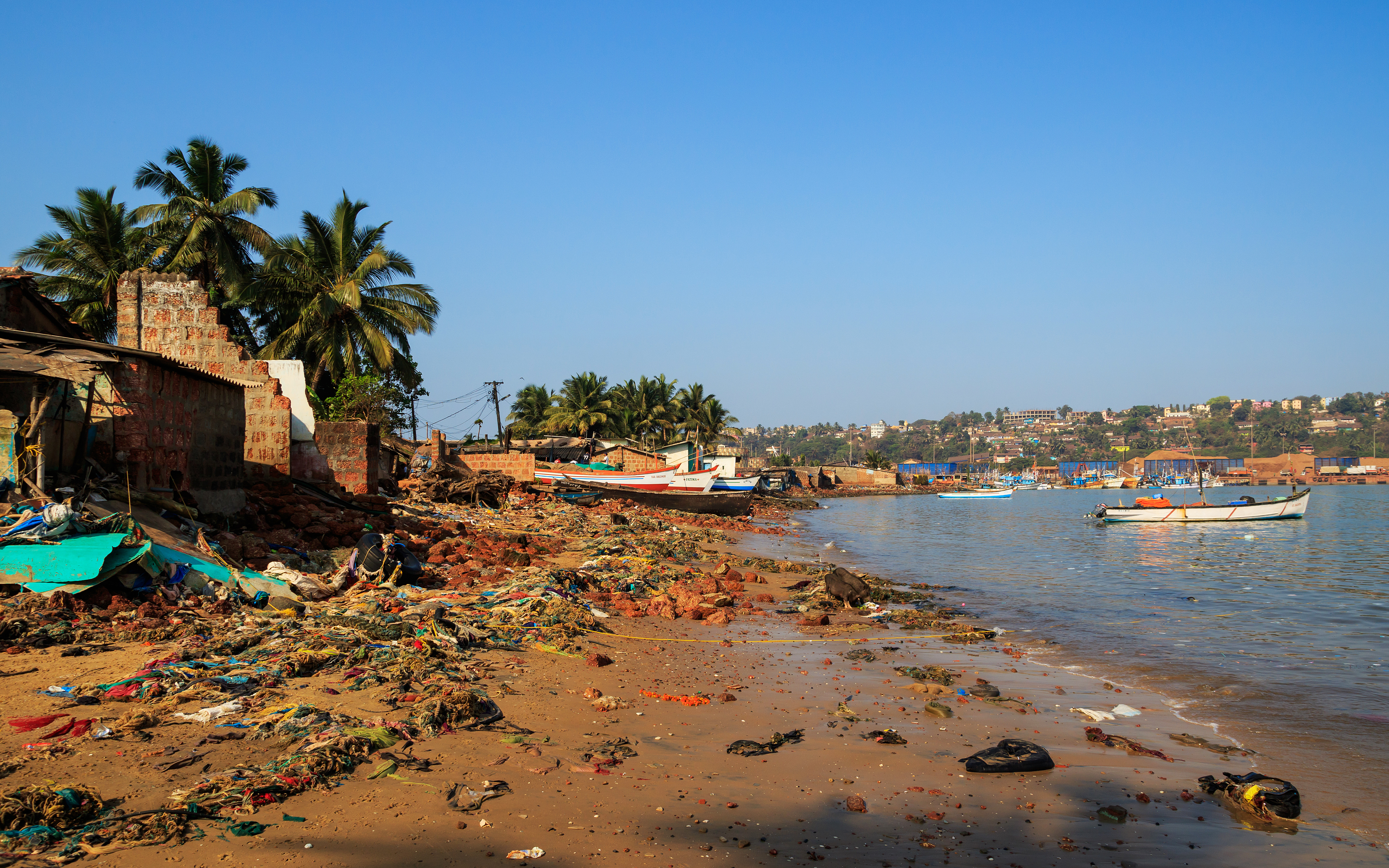
Береговая линия и порт в Васко
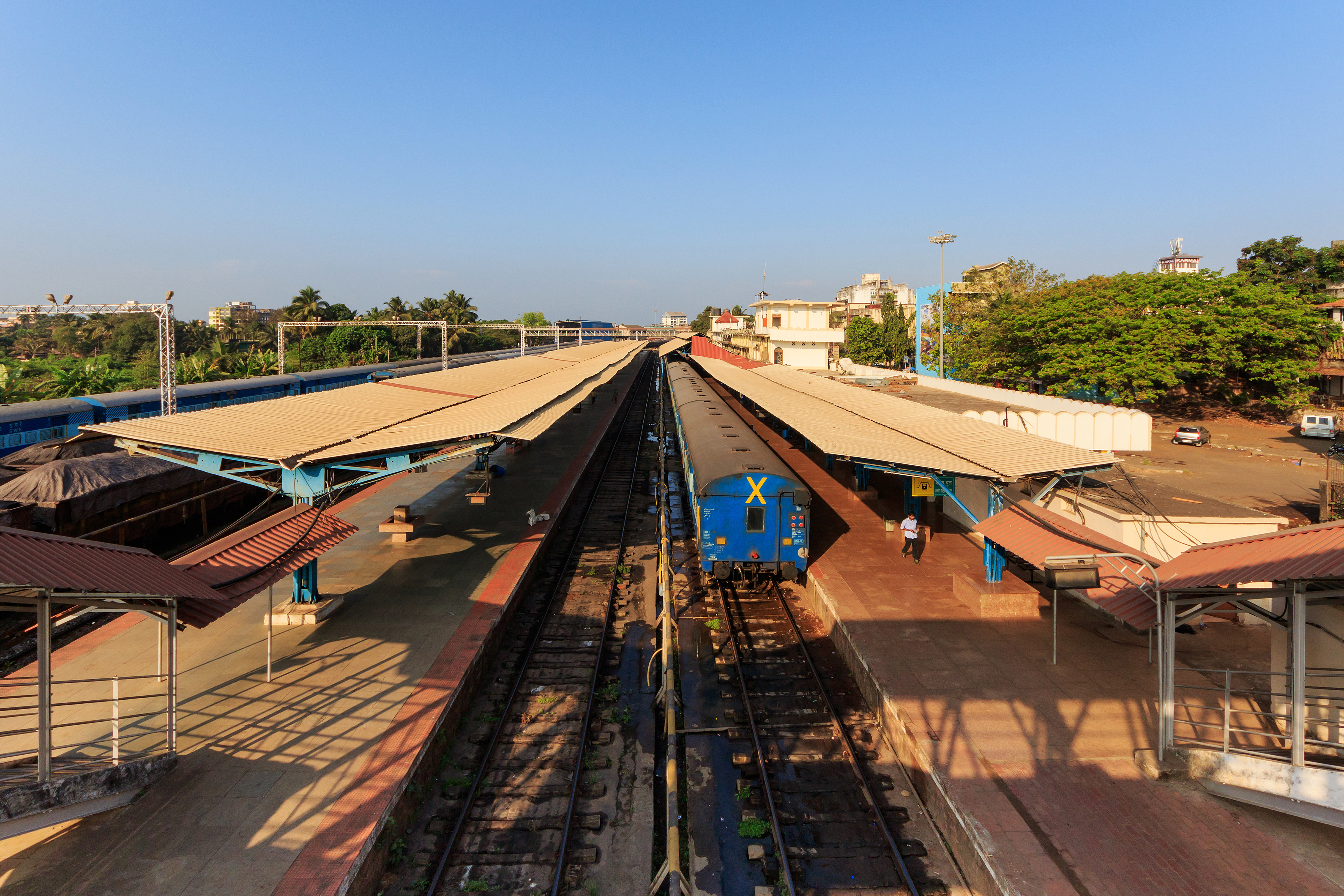
Железнодорожная станция
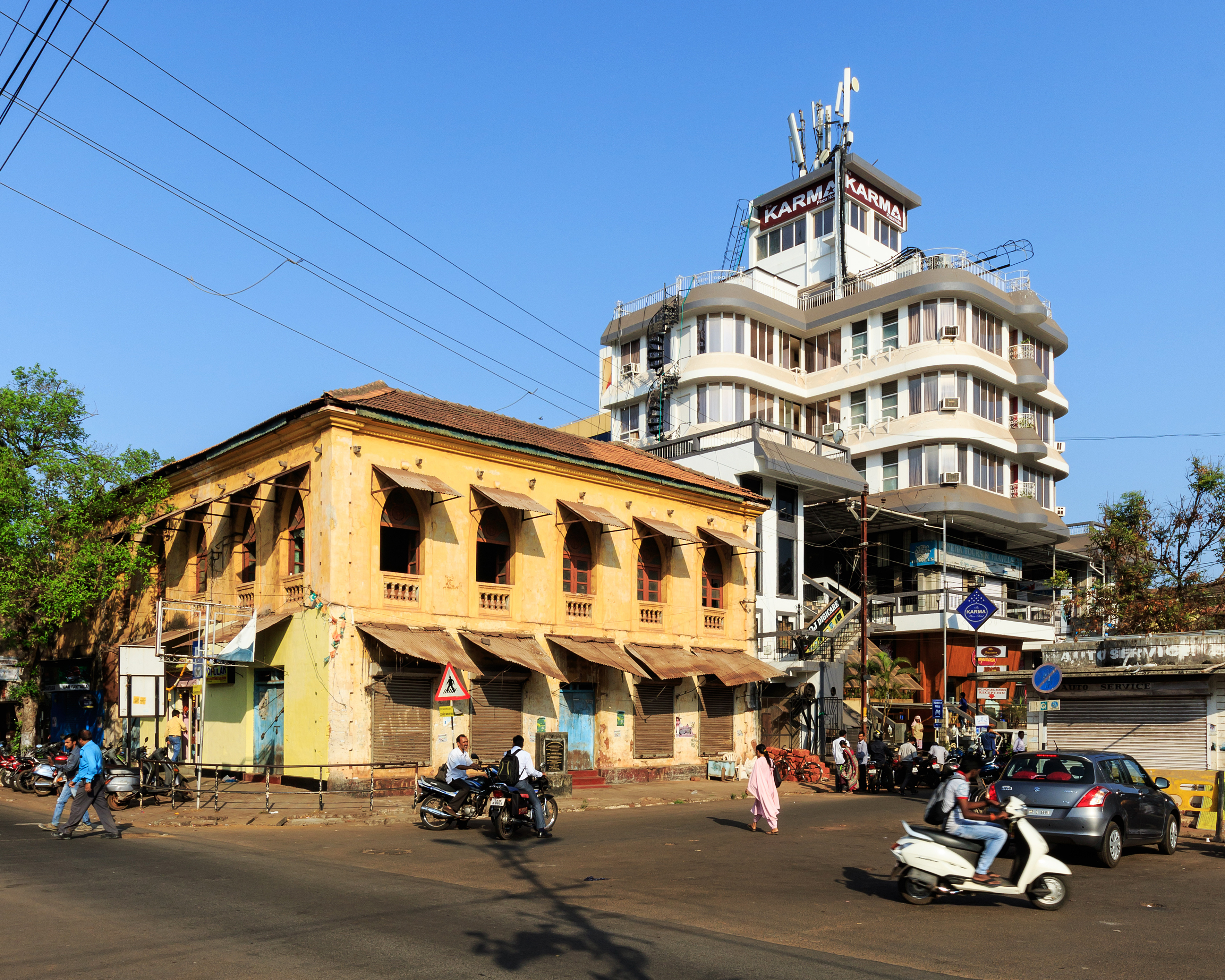
Площадь у вокзала
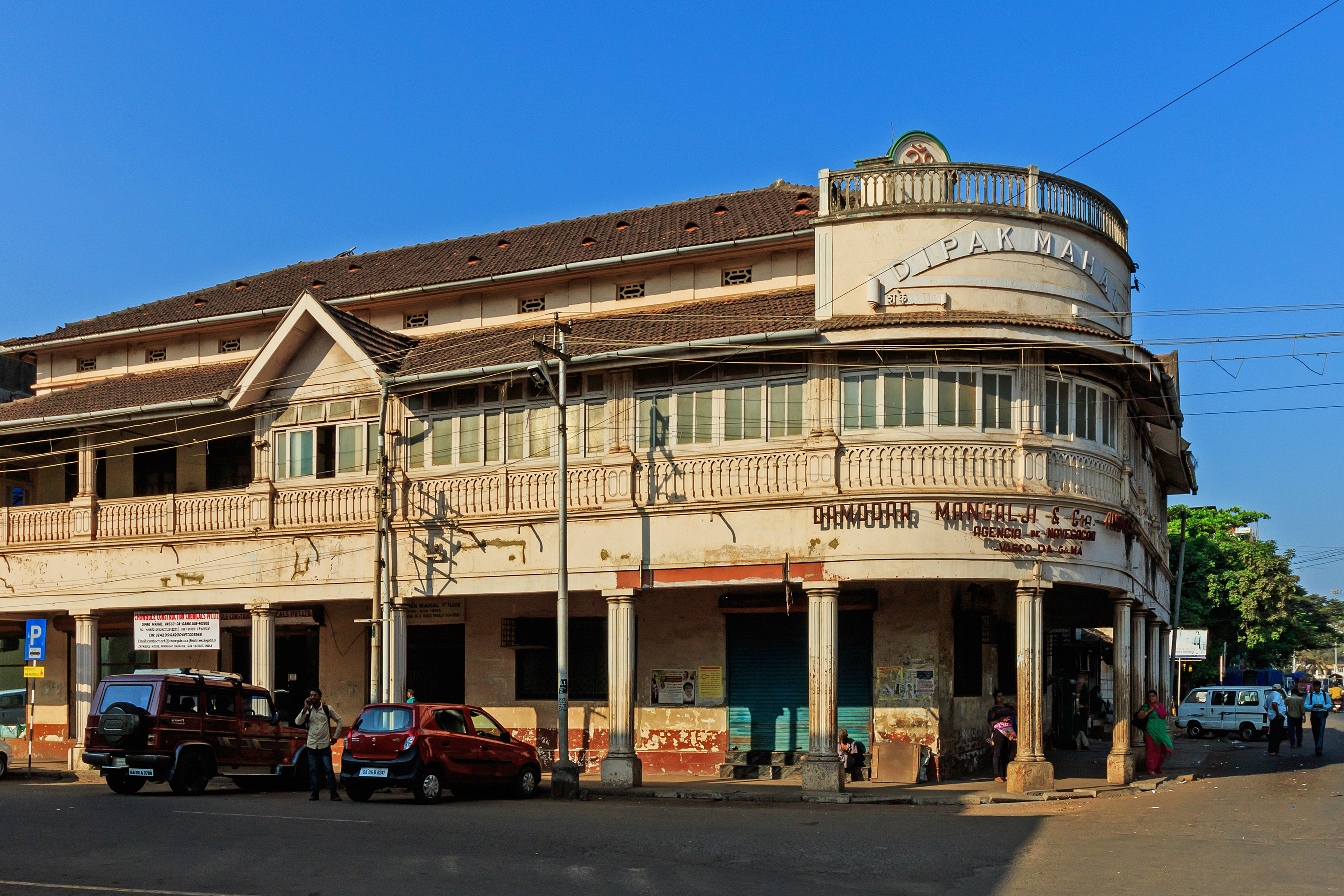
Колониальное здание в центре
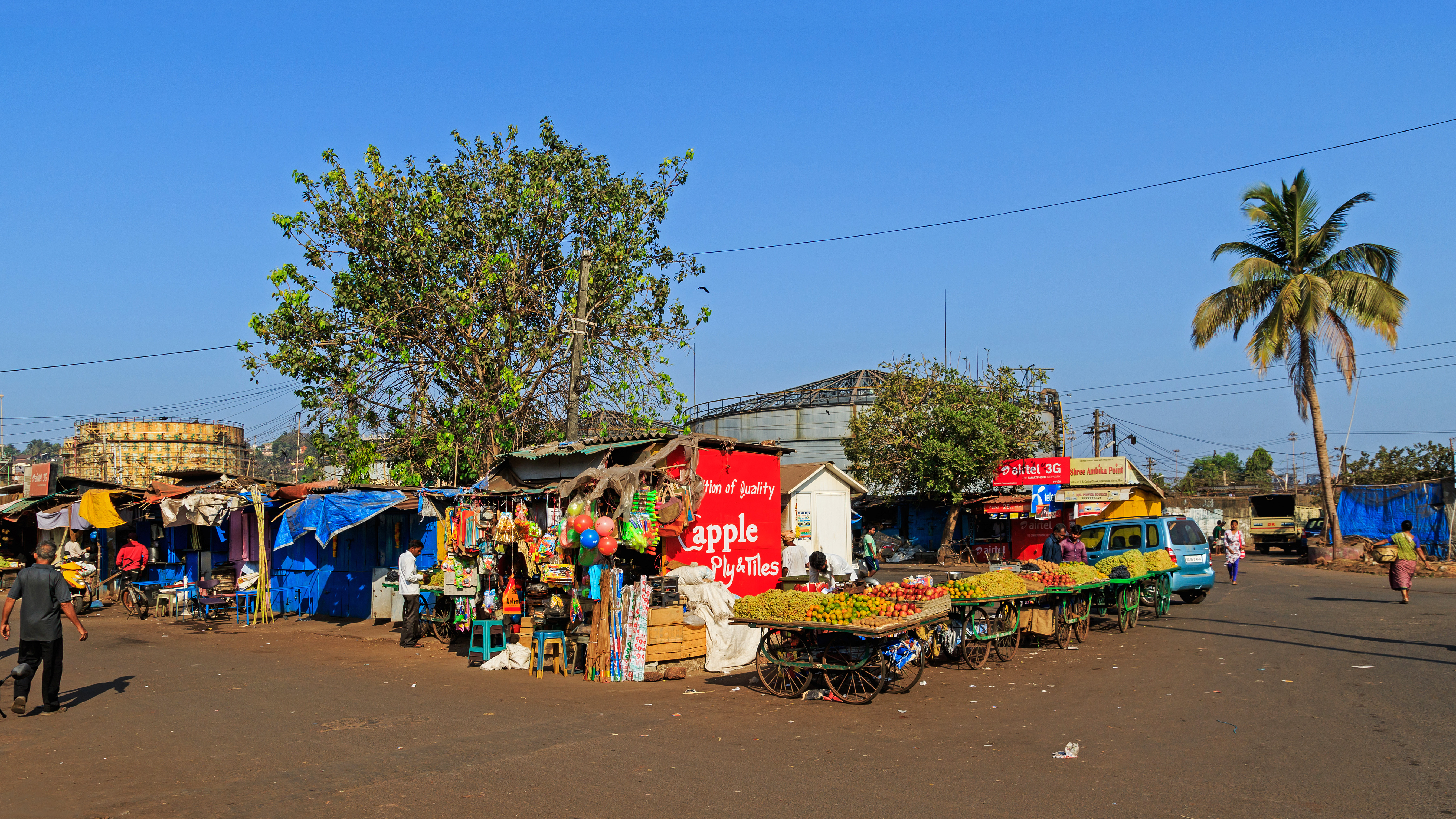
Рынок